# Museo Arqueológico del teatro romano de Verona
El museo arqueológico en el teatro romano (del italiano: Museo archeologico al teatro romano) es un centro de exposición permanente arqueológica de Verona (Véneto, Italia), ubicado junto al teatro romano, estando las oficinas centrales en el antiguo convento del canal de la Giudecca, del siglo XV.
Fue fundado en 1924 y allí se exhiben los hallazgos arqueológicos de Verona y el territorio (inscripciones, esculturas, mosaicos, bronces, etc.) y materiales de colecciones formadas en la ciudad.

## Edificio

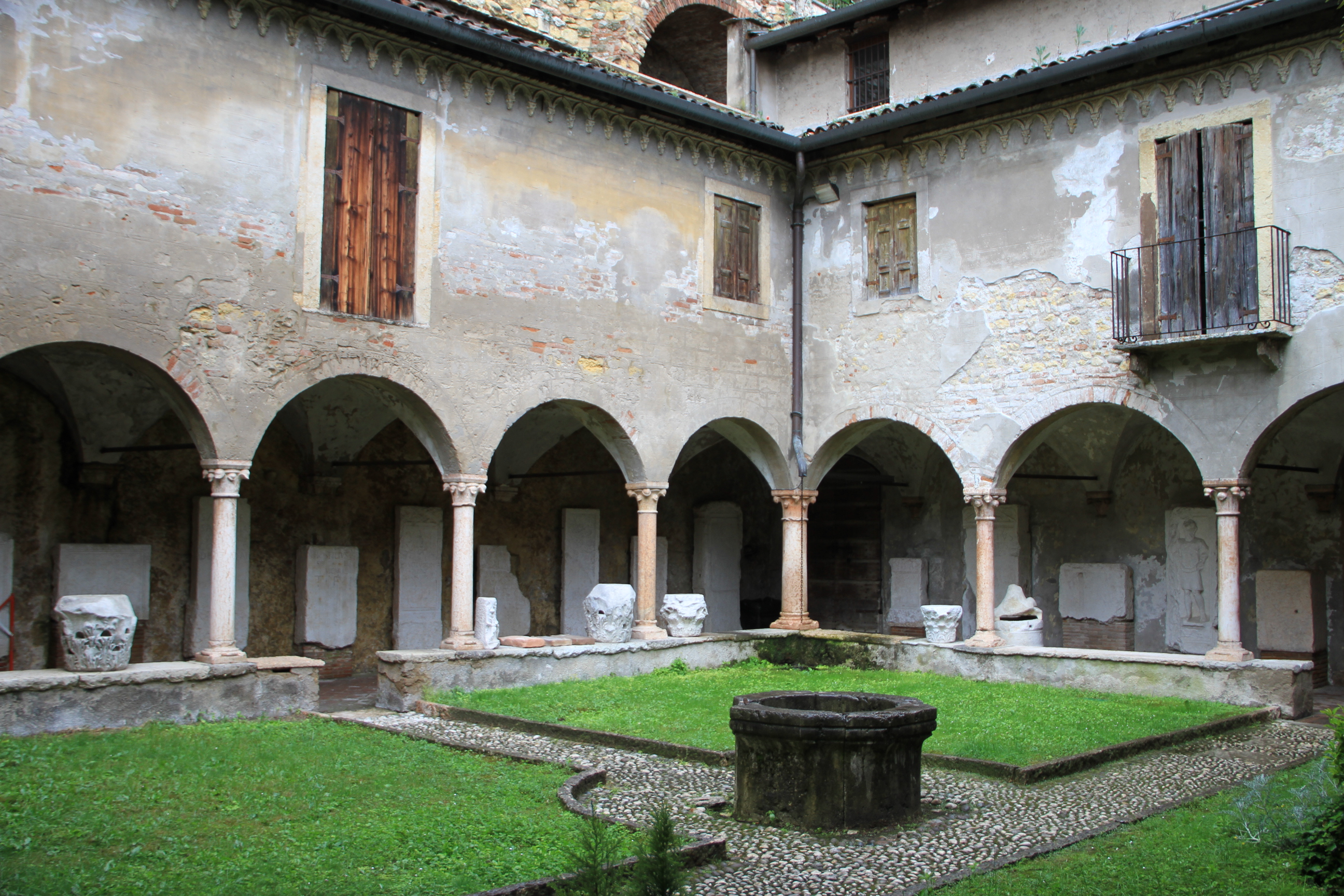
Patio interior del museo.

El Museo Arqueológico, al que se accede con la misma entrada del teatro romano, se encuentra en un antiguo convento construido a finales del siglo XV por la congregación jesuita de San Jerónimo en la colina de San Pietro.
Los monjes, que se establecieron en Verona en el transcurso de ese siglo, se dedicaron a la producción y promoción de medicamentos curativos que elaboraron con las hierbas y el agua que estaban allí en abundancia.
El convento se distribuye en varias plantas de un gran salón a la terraza, excavado en la colina en época romana: hoy en día aún se pueden reconocer muchas situaciones de emergencia, tales como la iglesia de San Girolamo, que todavía conserva el techo de madera, una pala de Giovanni Francesco Caroto (1508) y los frescos, el pequeño claustro, el refectorio y las celdas de los religiosos.
Durante la recuperación del espacio, ya durante el curso del siglo XIX y principios del XX, fueron traídos a la luz en el convento algunas partes del teatro y, en particular, la cavidad excavada por los romanos en la colina para evitar la infiltración de agua en el edificio.

## Museo

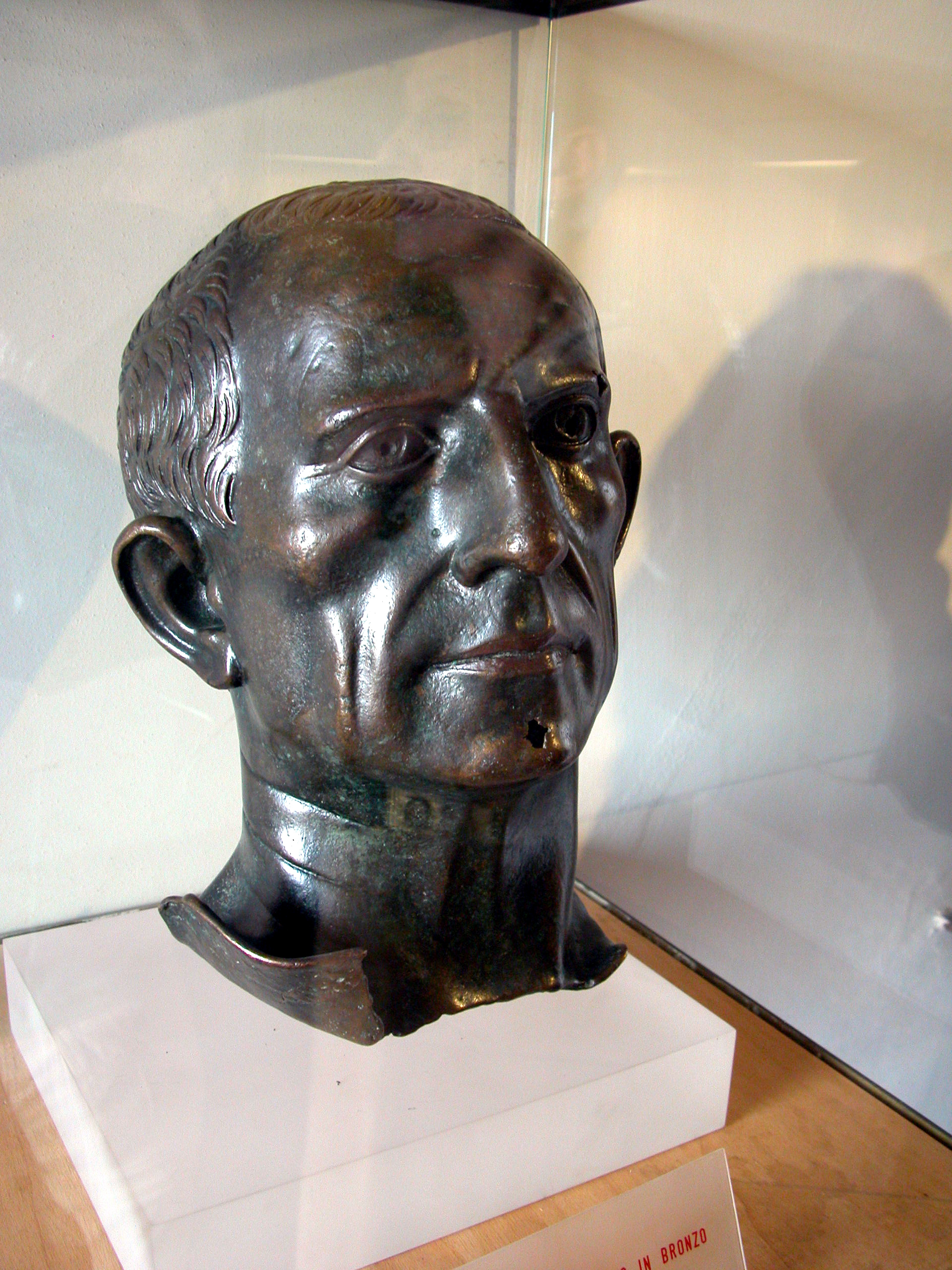
Bronce de edad imperial.

El museo arqueológico de Verona se estableció en el área del teatro romano. Las colecciones arqueológicas fueron depositadas en 1857 en el museo en el puerto de Victoria, esta colección de hallazgos arqueológicos de colecciones privadas donadas a la ciudad de Verona, en especial en el siglo XIX: entre ellos hay muchos elementos y estatuas del teatro romano, urnas etruscas, estatuas de bronce, jarrones e inscripciones griegas.

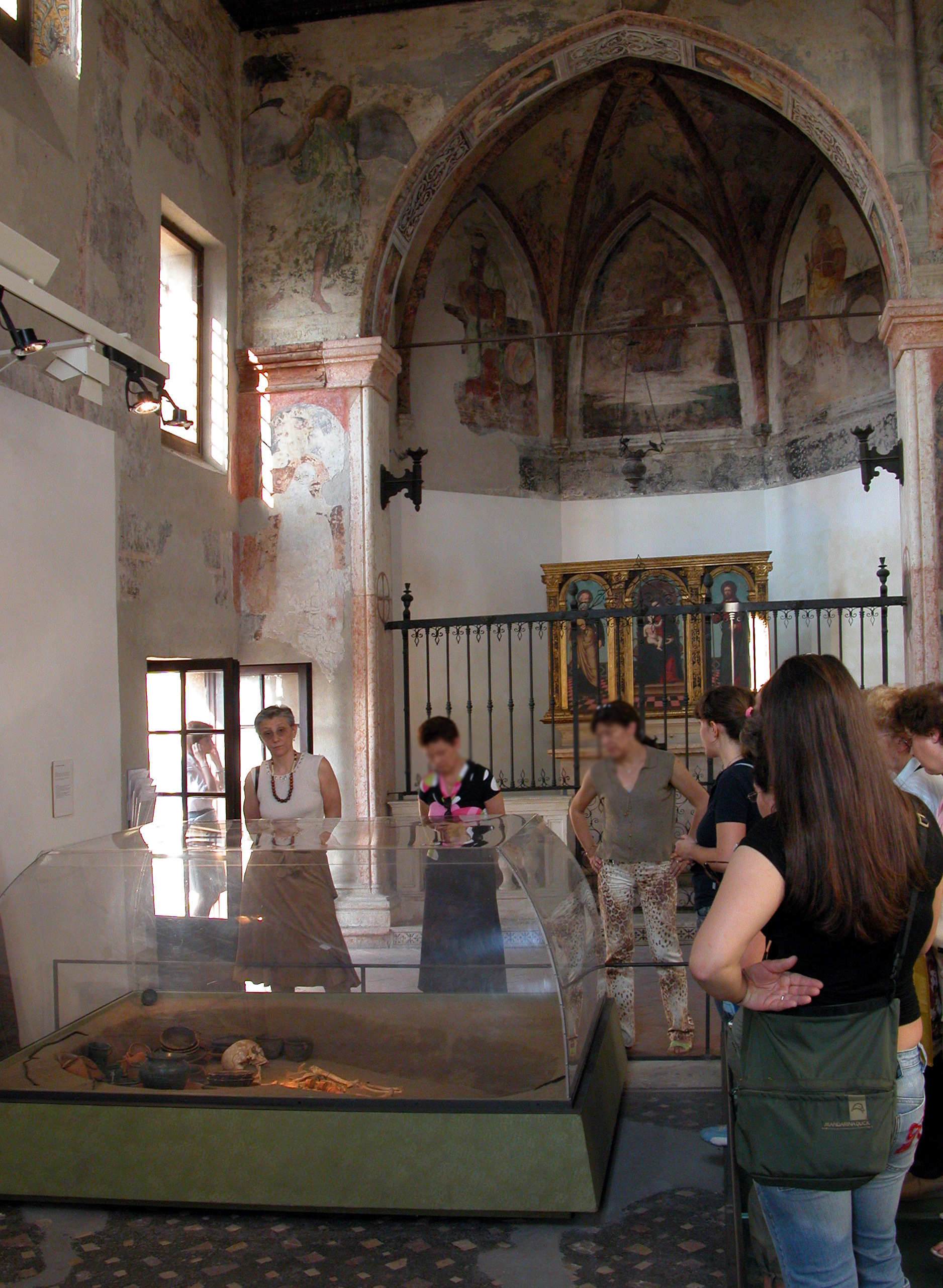
La antigua iglesia del Canal de la Giudecca, hoy sala de exposiciones.

Las obras expuestas son alrededor de 600, más otras 150 en el área alrededor de la parte exterior del claustro y en el teatro. En las diversas salas de exposiciones se pueden encontrar esculturas y elementos decorativos de teatro, piezas de mosaicos y azulejos en piedras blancas y negras y de color funerario, estelas y altares, estatuas y varias inscripciones. En las celdas pequeñas, por último, se recogen en las ventanas algunas series de objetos funerarios de ungüento y ampollas de época prerromana e imperial de cristal, jarrones y cuencos de cerámica, muebles de metal.